# Waiheke Island
Waiheke ist eine Insel in Neuseeland, knapp 18 km von Auckland entfernt. Sie ist nach Great Barrier Island die zweitgrößte Insel im Hauraki Gulf. Die stark gegliederte Insel ist 92 Quadratkilometer groß, ihre Ost-West-Ausdehnung beträgt 19,25 km, die Nord-Süd-Ausdehnung 9,65 km. Es gibt 19 Buchten, überwiegend mit feinkörnigen Sandstränden. Vorwiegend im westlichen Teil der Insel leben ständig etwa 8700 Einwohner (Stand 2011). In der Hochsaison können es durch die Nutzer von Ferienhäusern mehr als doppelt so viele sein. Es gibt auf der Insel mehrere Weingüter.

## Infrastruktur
Die Überfahrt mit der Fähre dauert etwa 35 Minuten. Am Fährhafen in Waiheke werden Autos und Fahrräder vermietet. Es gibt einen regelmäßigen Busverkehr. Straßen gibt es fast nur im ausgebauten Westteil der Insel. Wanderwege sind gut ausgeschildert.